# Липецьке
Липе́цьке — село в Україні, у Подільській міській громаді в Подільському районі Одеської області. За переписом 2001 року, населення становило 3740 осіб.

## Історія
За даними на 1859 рік у казенному селі Ананьївського повіту Херсонської губернії мешкало 2542 особи (1288 чоловічої статі та 1254 — жіночої), налічувалось 428 дворових господарств, існувала православна церква.
Станом на 1886 рік у колишньому державному селі Гандрабурської волості мешкало 3039 осіб, налічувалось 589 дворів, існували православна церква та школа.
За переписом 1897 року кількість мешканців зросла до 5446 осіб (2740 чоловічої статі та 2706 — жіночої), з яких 5188 — православної віри.
Під час організованого радянською владою Голодомору 1932—1933 років померло щонайменше 415 жителів села.
Колишній орган місцевого самоврядування — Липецька сільська рада.
19 липня 2020 року, в результаті адміністративно-територіальної реформи і ліквідації Подільського району (1923-2020), село увійшло до складу новоутвореного Подільського району Одеської області.

## У літературі
Село Липецьке описується в повісті Свекли Олександри «На коммуну йшли», яка була опублікована в журналі Плужанін у 1927 році. В одному з фрагментів повісті пишеться:
«Село Ліпецьке — велике село. На цілих вісімнадцять верст розкинулось воно своїми біленькими халупами в глибокій балці, а посередині управа і над нею жовто — блакитний стяг з вітром змагається.»

## Населення
Згідно з переписом УРСР 1989 року чисельність наявного населення села становила 4627 осіб, з яких 2028 чоловіків та 2599 жінок.
За переписом населення України 2001 року в селі мешкало 3740 осіб.

### Мова
Розподіл населення за рідною мовою за даними перепису 2001 року:
| Мова       | Відсоток |
| ---------- | -------- |
| румунська  | 90,08 %  |
| російська  | 5,45 %   |
| українська | 4,14 %   |
| болгарська | 0,13 %   |
| вірменська | 0,03 %   |
| гагаузька  | 0,03 %   |

## Відомі уродженці
- Спінатьєв Василь Григорович (*1920 — після 1970) — радянський і український кінооператор.
- Ісадченко Володимир Олександрович (1994—2014) — старший солдат строкової служби, стрілець 2-ї патрульної роти 1-го патрульного батальйону дніпропетровського полку охорони громадського порядку Національної гвардії України, загинув під час Антитерористої операції на Сході України.
- Думбрава Андрій Іванович (1992—2022) — солдат; загинув 24 лютого 2022 року в перший день повномасштабного вторгнення РФ в Україну під час бомбардувань військових частин.
- Урсул Олександр Олександрович (1999—2022) — солдат загинув 15 березня 2022 на сході України, захищаючи країну під час повномасштабного вторгнення країни-агресорки (РФ).